# Liste der Listen der Träger des Nationalpreises der DDR
Diese Liste gibt eine vollständige Übersicht über die Träger des Nationalpreises der DDR. Aufgrund der hohen Zahl der Träger ist sie in Teillisten aufgeteilt:
I. Klasse:
- Liste der Träger des Nationalpreises der DDR I. Klasse für Wissenschaft und Technik
- Liste der Träger des Nationalpreises der DDR I. Klasse für Kunst und Literatur

II. Klasse:
- Liste der Träger des Nationalpreises der DDR II. Klasse für Kunst und Literatur:
- Liste der Träger des Nationalpreises der DDR II. Klasse für Kunst und Literatur (1949–1959)
- Liste der Träger des Nationalpreises der DDR II. Klasse für Kunst und Literatur (1960–1969)
- Liste der Träger des Nationalpreises der DDR II. Klasse für Kunst und Literatur (1970–1979)
- Liste der Träger des Nationalpreises der DDR II. Klasse für Kunst und Literatur (1980–1989)

- Liste der Träger des Nationalpreises der DDR II. Klasse für Wissenschaft und Technik:
- Liste der Träger des Nationalpreises der DDR II. Klasse für Wissenschaft und Technik (1949–1959)
- Liste der Träger des Nationalpreises der DDR II. Klasse für Wissenschaft und Technik (1960–1969)
- Liste der Träger des Nationalpreises der DDR II. Klasse für Wissenschaft und Technik (1970–1979)
- Liste der Träger des Nationalpreises der DDR II. Klasse für Wissenschaft und Technik (1980–1989)

III. Klasse:
- Liste der Träger des Nationalpreises der DDR III. Klasse für Kunst und Literatur:
- Liste der Träger des Nationalpreises der DDR III. Klasse für Kunst und Literatur (1949–1959)
- Liste der Träger des Nationalpreises der DDR III. Klasse für Kunst und Literatur (1960–1969)
- Liste der Träger des Nationalpreises der DDR III. Klasse für Kunst und Literatur (1970–1979)
- Liste der Träger des Nationalpreises der DDR III. Klasse für Kunst und Literatur (1980–1989)

- Liste der Träger des Nationalpreises der DDR III. Klasse für Wissenschaft und Technik:
- Liste der Träger des Nationalpreises der DDR III. Klasse für Wissenschaft und Technik (1949–1959)
- Liste der Träger des Nationalpreises der DDR III. Klasse für Wissenschaft und Technik (1960–1969)
- Liste der Träger des Nationalpreises der DDR III. Klasse für Wissenschaft und Technik (1970–1979)
- Liste der Träger des Nationalpreises der DDR III. Klasse für Wissenschaft und Technik (1980–1989)